# Kujtun
Kujtun (rusky Куйтун) je sídlo městského typu v Irkutské oblasti v asijské části Ruska. Žije zde 9 838 obyvatel (2021).

## Geografie
Kujtun se nachází na jižní Sibiři, asi 300 kilometrů severozápadně od oblastního města Irkutsku.
Obec je od roku 1926 správním centrem stejnojmenného okresu.

## Dějiny
V průběhu 17. století se jenisejští kozáci dostali do kontaktu s burjatskými osadami, postupně obsadili téměř celou oblast Angary a začali rychle kolonizovat nová území, vytlačujíc domorodé obyvatelstvo na východ. Kolem roku 1680 byla založena osada Kujtun, pojmenovaná podle burjatského označení pro vyvýšené, rozlehlé stepní plochy vhodné pro pastviny.
Kujtun se stal důležitou zastávkou, poštovní stanicí a překladištěm na Sibiřském traktu, což byla pozemní cesta spojující Rusko přes Sibiř s Čínou.
V roce 1872 byla v osadě otevřena škola, v roce 1878 zde vznikla církevní škola v roce 1899 speciální dívčí škola. V roce 1890 zde byla postavena cihelna.
V roce 1899 byl Kujtun napojen na Transsibiřskou železniční magistrálu. Během ruské občanské války byla dne 7. února 1920 v železniční stanici Kujtun podepsána dohoda mezi Rudou armádou a československými legionáři dohoda o příměří a podmínkách volné evakuace legionářů ve směru na Vladivostok.
V roce 1957 získal Kujtun status sídla městského typu.

## Hospodářství
Kujtun je regionálním centrem zemědělství, lesnictví a dřevozpracujícího průmyslu.